# Poeten
Poeten (originaltitel: The Poet) är en kriminalroman från 1996 av Michael Connelly. Det är hans femte roman och den första där romanfiguren Harry Bosch inte förekommer. Den utkom 1998 på svenska, i översättning av David Nessle.

## Handling
Kriminalreportern Jack McEvoys bror hittas död i en bil. Brodern var polis och utredde bland annat mordet på en liten flicka. Jack tycker inte att avskedsmeddelandet, "bortom tid, bortom rymd" är broderns stil och börjar undersöka saken. Det visar sig att meddelandet är ett citat av Edgar Allan Poe och att fler poliser som tros tagit livet av sig efterlämnat liknande meddelanden.

## Uppföljare
Connellys roman Fällan, från 2004, är en uppföljare till Poeten, där Connellys romanfigur polisen Hieronymus "Harry" Bosch är huvudperson och Jack McEvoy snarare en bifigur.